# Rhyacophila vemna
Rhyacophila vemna là một loài Trichoptera trong họ Rhyacophilidae. Chúng phân bố ở miền Tân bắc.